# Canterbury (circonscription du Parlement britannique)
Pour les articles homonymes, voir Canterbury (homonymie).
Circonscription parlementaire de la Chambre des communes
La circonscription de Canterbury est une circonscription parlementaire britannique. Située dans le Kent, elle correspond en partie au district de la cité de Canterbury, autour de la ville de Canterbury.
Depuis 2017, elle est représentée à la Chambre des communes du Parlement britannique par Rosie Duffield, du Parti travailliste.

## Members of Parliament

### MPs 1295–1660
| Parlement        | Premier membre                                                       | Second membre                                    |
| ---------------- | -------------------------------------------------------------------- | ------------------------------------------------ |
| 1386             | Thomas Holt                                                          | John Symme                                       |
| 1388 (février)   | John Mendham                                                         | William Ellis                                    |
| 1388 (septembre) | John Creking                                                         | John Wimpole                                     |
| 1390 (janvier)   | Thomas Lincoln                                                       | Thomas Ickham                                    |
| 1390 (novembre)  |                                                                      |                                                  |
| 1391             | Edmund Horne                                                         | John Proude                                      |
| 1393             | John Sexton                                                          | Richard Gervays                                  |
| 1394             | John Proude                                                          | Robert Farthing                                  |
| 1395             | William Ellis                                                        | Thomas Ickham                                    |
| 1397 (janvier)   | Richard Gervays                                                      | John Sexton                                      |
| 1397 (septembre) | Edmund Horne                                                         | Robert Farthing                                  |
| 1399             | John Sheldwich I                                                     | Thomas Lane                                      |
| 1401             | Thomas Ickham                                                        | John Pirie                                       |
| 1402             | John Sheldwich I                                                     | Robert Cooper                                    |
| 1404 (janvier)   | Thomas Chicche                                                       | John Sexton                                      |
| 1404 (octobre)   | John Umfray                                                          | John Haute                                       |
| 1406             | Edmund Horne                                                         | Richard Water                                    |
| 1407             | John Sexton                                                          | Richard Water                                    |
| 1410             | Thomas Lane                                                          | Henry Lynde                                      |
| 1411             | William Ickham                                                       | William Rose                                     |
| 1413 (février)   | William Lane                                                         | John Sheldwich II                                |
| 1413 (mai)       | Thomas Lane                                                          | William Emery                                    |
| 1414 (avril)     | Richard Water                                                        | John Sheldwich II                                |
| 1414 (novembre)  | Thomas Lane                                                          | John Sheldwich II                                |
| 1415             | John Sheldwich II                                                    |                                                  |
| 1416 (mars)      | Henry Lynde                                                          | John Sheldwich II                                |
| 1416 (octobre)   | William Ickham                                                       | William Benet                                    |
| 1417             | John Sheldwich II                                                    | Henry Lynde                                      |
| 1419             | John Monyn                                                           | John Sheldwich II                                |
| 1420             | William Benet                                                        | William Ickham                                   |
| 1421 (mai)       | John Sheldwich II                                                    | William Lane                                     |
| 1421 (décembre)  | Thomas Langdon                                                       | Thomas Norman                                    |
| 1425             | William Benet                                                        |                                                  |
| 1435             | William Benet                                                        |                                                  |
| 1450             | William Benet                                                        |                                                  |
| 1483             | Sir George Browne                                                    |                                                  |
| 1489             | John Crysp                                                           |                                                  |
| 1504             | Thomas Atwode                                                        |                                                  |
| 1510             | William Crump                                                        | Thomas Atwode                                    |
| 1512             | Thomas Wainfleet                                                     | John Hales I                                     |
| 1515             | Thomas Atwode                                                        | John Hales I                                     |
| 1523             | Christopher Hales                                                    | John Bridges                                     |
| 1529             | Thomas Atwode, mort est remplacé en février 1535 par Robert Darknall | John Bridges                                     |
| 1536             | Robert Darknall                                                      | John Bridges                                     |
| 1539             | John Starkey                                                         | Robert Lewis                                     |
| 1542             | Robert Darknall                                                      | Walter Hendley                                   |
| 1545             | Robert Lewis                                                         | [ 6 ]                                            |
| 1547             | Robert Darknall                                                      | Thomas Hales                                     |
| 1553 (mars)      | Robert Darknall                                                      | George Webbe                                     |
| 1553 (octobre)   | John Twyne                                                           | William Coppyn                                   |
| 1554 (avril)     | John Twyne                                                           | William Coppyn                                   |
| 1554 (novembre)  | Nicholas Fish                                                        | Richard Railton                                  |
| 1558             | Sir Henry Crispe                                                     | William Roper                                    |
| 1558/59          | Sir Thomas Finch                                                     | George Maye                                      |
| 1562/63          | William Lovelace                                                     | Robert Alcock                                    |
| 1571             | William Lovelace}                                                    | Robert Alcock                                    |
| 1572             | Anthony Webbe, mort est remplacé en 1582 par Sir George Carey        | William Lovelace, mort et remplacé en 1578 par ? |
| 1584             | Simon Brome                                                          | John Rose,                                       |
| 1586             | Simon Brome                                                          | John Rose                                        |
| 1588             | Simon Brome                                                          | Bartholomew Brome                                |
| 1593             | Richard Lee                                                          | Sir Henry Finch                                  |
| 1597             | John Boys                                                            | Sir Henry Finch                                  |
| 1601             | John Boys                                                            | John Rogers II                                   |
| 1604             | John Boys                                                            | Matthew Hadde                                    |
| 1614             | George Newman                                                        | Sir William Lovelace                             |
| 1621–1622        | John Finch                                                           | Sir Robert Newington                             |
| 1624             | Thomas Scot                                                          | Thomas Denn                                      |
| 1625             | John Fisher                                                          | Sir Thomas Wilsford                              |
| 1626             | Sir John Finch                                                       | James Palmer                                     |
| 1628–1629        | Sir John Finch                                                       | Thomas Scott                                     |
| 1629–1640        | Aucun parlement convoqué                                             | Aucun parlement convoqué                         |
| 1640 (avril)     | Edward Masters                                                       | John Nutt                                        |
| 1640 (novembre)  | Sir Edward Masters                                                   | John Nutt                                        |
| 1645             | Sir Edward Masters                                                   | John Nutt                                        |
| 1648             | Sir Edward Masters                                                   | John Nutt                                        |
| 1653             | Canterbury non représenté au Parlement Barebones                     | Canterbury non représenté au Parlement Barebones |
| 1654             | Thomas Scot                                                          | Francis Butcher                                  |
| 1656             | Thomas St Nicholas                                                   | Vincent Denne                                    |
| 1659             | Thomas St Nicholas                                                   | Robert Gibbon                                    |
| 1659             | Sir Edward Masters                                                   | John Nutt                                        |

Retour aux Members of Parliament

### MPs 1660–1880
| Élection                               |                                                      | Premier membre                                       | Parti                                                |                                                      | Second membre                                        | Parti                                                |
| -------------------------------------- | ---------------------------------------------------- | ---------------------------------------------------- | ---------------------------------------------------- | ---------------------------------------------------- | ---------------------------------------------------- | ---------------------------------------------------- |
| 1660                                   |                                                      | Sir Anthony Aucher                                   |                                                      |                                                      | Heneage Finch                                        |                                                      |
| 1661                                   |                                                      | Francis Lovelace                                     |                                                      |                                                      | Sir Edward Master                                    |                                                      |
| 1664                                   |                                                      | Thomas Hardres                                       |                                                      |                                                      | Sir Edward Master                                    |                                                      |
| février 1679                           |                                                      | Edward Hales                                         |                                                      |                                                      | William Jacob                                        |                                                      |
| août 1679                              |                                                      | Edward Hales                                         | Sir Thomas Hardres                                   |                                                      |                                                      |                                                      |
| 1681                                   |                                                      | Lewis Watson                                         |                                                      |                                                      | Vincent Denne                                        |                                                      |
| 1685                                   |                                                      | Sir William Honywood, Bt                             |                                                      |                                                      | Henry Lee                                            |                                                      |
| 1695                                   |                                                      | Sir William Honywood, Bt                             | George Sayer                                         |                                                      |                                                      |                                                      |
| 1698                                   |                                                      | Henry Lee                                            | George Sayer                                         |                                                      |                                                      |                                                      |
| 1705                                   |                                                      | Henry Lee                                            | John Hardres                                         |                                                      |                                                      |                                                      |
| 1708                                   |                                                      | Edward Watson                                        |                                                      |                                                      | Thomas D'Aeth                                        |                                                      |
| 1710                                   |                                                      | John Hardres                                         |                                                      |                                                      | Henry Lee                                            |                                                      |
| 1715                                   |                                                      | John Hardres                                         | Sir Thomas Hales, Bt                                 |                                                      |                                                      |                                                      |
| 1722                                   |                                                      | Samuel Milles                                        | Sir Thomas Hales, Bt                                 |                                                      |                                                      |                                                      |
| 1727                                   |                                                      | Sir William Hardres, Bt                              | Sir Thomas Hales, Bt                                 |                                                      |                                                      |                                                      |
| 1734                                   |                                                      | Sir William Hardres, Bt                              | Thomas May                                           |                                                      |                                                      |                                                      |
| 1735                                   |                                                      | Sir Thomas Hales, Bt                                 | Thomas May                                           |                                                      |                                                      |                                                      |
| 1741                                   |                                                      | Thomas Watson                                        |                                                      |                                                      | Thomas Best                                          |                                                      |
| 1746 by-election                       |                                                      | Sir Thomas Hales, Bt                                 |                                                      |                                                      | Thomas Best                                          |                                                      |
| 1747                                   |                                                      | Matthew Robinson                                     |                                                      |                                                      | Thomas Best                                          |                                                      |
| 1754                                   |                                                      | Matthew Robinson                                     | Sir James Creed                                      |                                                      |                                                      |                                                      |
| 1761                                   |                                                      | Richard Milles                                       |                                                      |                                                      | Thomas Best                                          |                                                      |
| 1768                                   |                                                      | Richard Milles                                       | William Lynch                                        |                                                      |                                                      |                                                      |
| 1774                                   |                                                      | Richard Milles                                       | Sir William Mayne                                    |                                                      |                                                      |                                                      |
| 1780                                   |                                                      | George Gipps                                         |                                                      |                                                      | Charles Robinson                                     |                                                      |
| 1790                                   |                                                      | George Gipps                                         | Sir John Honywood, Bt                                |                                                      |                                                      |                                                      |
| 1796                                   |                                                      | John Baker                                           | Whig                                                 |                                                      | Samuel Elias Sawbridge                               | Whig                                                 |
| Élection déclarée nulle le 2 mars 1797 |                                                      |                                                      |                                                      |                                                      |                                                      |                                                      |
| mars 1797 élection partielle           |                                                      | John Baker                                           | Whig                                                 |                                                      | Samuel Elias Sawbridge                               | Whig                                                 |
| mai 1797                               |                                                      | Sir John Honywood, Bt                                | Tory                                                 |                                                      | George Gipps                                         | Tory                                                 |
| 1800 élection partielle                |                                                      | Sir John Honywood, Bt                                | Tory                                                 | George Watson                                        |                                                      |                                                      |
| 1802                                   |                                                      | John Baker                                           | Whig                                                 | George Watson                                        |                                                      |                                                      |
| 1806                                   |                                                      | John Baker                                           | Whig                                                 | James Simmons                                        |                                                      |                                                      |
| février 1807 élection partielle        |                                                      | John Baker                                           | Whig                                                 | Samuel Elias Sawbridge                               | Whig                                                 |                                                      |
| Mai 1807                               |                                                      | John Baker                                           | Whig                                                 | Edward Taylor                                        | Whig                                                 |                                                      |
| 1812                                   |                                                      | John Baker                                           | Whig                                                 | Stephen Rumbold Lushington                           | Tory                                                 |                                                      |
| 1818                                   |                                                      | Edward Bligh                                         | Whig                                                 | Stephen Rumbold Lushington                           | Tory                                                 |                                                      |
| 1830                                   |                                                      | Richard Watson                                       | Whig                                                 |                                                      | George Cowper                                        | Whig                                                 |
| Jan 1835                               |                                                      | Albert Denison                                       | Whig,                                                |                                                      | Frederick Villiers                                   | Whig                                                 |
| mars 1835                              |                                                      | Albert Denison                                       | Whig,                                                | Stephen Rumbold Lushington                           | Conservateur                                         |                                                      |
| 1837                                   |                                                      | Albert Denison                                       | Whig,                                                | James Bradshaw                                       | Conservateur                                         |                                                      |
| Élection partielle 1841                |                                                      | George Smythe                                        | Conservateur                                         | James Bradshaw                                       | Conservateur                                         |                                                      |
| Élection partielle 1847                |                                                      | George Smythe                                        | Conservateur                                         | Albert Denison                                       | Whig,                                                |                                                      |
| Élection partielle 1850                |                                                      | George Smythe                                        | Conservateur                                         | Frederick Romilly                                    | Radical,                                             |                                                      |
| 1852                                   |                                                      | Henry Plumptre Gipps                                 | Conservateur                                         |                                                      | Henry Butler-Johnstone                               | Conservateur                                         |
| 1853                                   | Suspension de la représentation des circonscriptions | Suspension de la représentation des circonscriptions | Suspension de la représentation des circonscriptions | Suspension de la représentation des circonscriptions | Suspension de la représentation des circonscriptions | Suspension de la représentation des circonscriptions |
| Élection partielle 1854                |                                                      | Charles Manners Lushington                           | Peelite,                                             |                                                      | Sir William Somerville, Bt                           | Whig,                                                |
| 1857                                   |                                                      | Henry Butler-Johnstone                               | Conservateur                                         |                                                      | Sir William Somerville, Bt                           | Whig,                                                |
| 1859                                   |                                                      | Henry Butler-Johnstone                               | Conservateur                                         | Libéral                                              | Sir William Somerville, Bt                           |                                                      |
| Élection partielle 1862                |                                                      | Henry Munro-Butler-Johnstone                         | Conservateur                                         | Libéral                                              | Sir William Somerville, Bt                           |                                                      |
| 1865                                   |                                                      | Henry Munro-Butler-Johnstone                         | Conservateur                                         | John Walter Huddleston                               | Conservateur                                         |                                                      |
| 1868                                   |                                                      | Henry Munro-Butler-Johnstone                         | Independent Conservative                             |                                                      | Theodore Brinckman                                   | Libéral                                              |
| 1874                                   |                                                      | Henry Munro-Butler-Johnstone                         | Conservateur                                         |                                                      | Lewis Majendie                                       | Conservateur                                         |
| Élection partielle 1878                |                                                      | Hon. Alfred Gathorne-Hardy                           | Conservateur                                         |                                                      | Lewis Majendie                                       | Conservateur                                         |
| Élection partielle 1879                |                                                      | Hon. Alfred Gathorne-Hardy                           | Conservateur                                         | Robert Peter Laurie                                  | Conservateur                                         |                                                      |
| 1880                                   | Suspension de la représentation des circonscriptions | Suspension de la représentation des circonscriptions | Suspension de la représentation des circonscriptions | Suspension de la représentation des circonscriptions | Suspension de la représentation des circonscriptions | Suspension de la représentation des circonscriptions |

Retour aux Members of Parliament

### MPs 1885–1918
- La représentation des circonscriptions est rétablie et réduite à un (1885)

| Élection | Élection                | Membre,                                                                        | Membre,                                                                        | Parti                                                                          |
| -------- | ----------------------- | ------------------------------------------------------------------------------ | ------------------------------------------------------------------------------ | ------------------------------------------------------------------------------ |
|          | 1885                    | John Heaton                                                                    |                                                                                | Conservateur                                                                   |
|          | Décembre 1910           | Francis Bennett-Goldney                                                        |                                                                                | Independent Unionist                                                           |
|          | Élection partielle 1918 | George Anderson                                                                |                                                                                | Conservateur                                                                   |
|          | 1918                    | Borough parlementaire aboli, nom transféré dans une nouvelle division de comté | Borough parlementaire aboli, nom transféré dans une nouvelle division de comté | Borough parlementaire aboli, nom transféré dans une nouvelle division de comté |

Retour aux Members of Parliament

### Circonscription du comté de Canterbury

#### MPs 1918–2017
| Élection | Élection                | Membre              | Membre | Parti        |
| -------- | ----------------------- | ------------------- | ------ | ------------ |
|          | 1918                    | Ronald McNeill      |        | Conservateur |
|          | Élection partielle 1927 | Sir William Wayland |        | Conservateur |
|          | 1945                    | John White          |        | Conservateur |
|          | Élection partielle 1953 | Sir Leslie Thomas   |        | Conservateur |
|          | 1966                    | Sir David Crouch    |        | Conservateur |
|          | 1987                    | Sir Julian Brazier  |        | Conservateur |
|          | 2017                    | Rosie Duffield      |        | Travailliste |

Retour aux Members of Parliament

## Élections

### Élections dans les années 2010
| Parti         | Parti                | Candidat             | Voix   | %    | ±    |
| ------------- | -------------------- | -------------------- | ------ | ---- | ---- |
|               | Travailliste         | Rosie Duffield       | 29,018 | 48,3 | +3.3 |
|               | Conservateur         | Anna Firth           | 27,182 | 45,2 | +0.5 |
|               | Libéral Démocrate    | Claire Malcomson     | 3,408  | 5,7  | −2.4 |
|               | Indépendant          | Michael Gould        | 505    | 0,8  | N/A  |
| Majorité      | Majorité             | Majorité             | 1,836  | 3,1  | +2.8 |
| Participation | Participation        | Participation        | 60,113 | 75,0 | +2.3 |
|               | Travailliste retenir | Travailliste retenir | Swing  | +1.4 |      |

| Parti         | Parti                                   | Candidat                                | Voix   | %    | ±     |
| ------------- | --------------------------------------- | --------------------------------------- | ------ | ---- | ----- |
|               | Travailliste                            | Rosie Duffield                          | 25,572 | 45,0 | +20.5 |
|               | Conservateur                            | Julian Brazier                          | 25,385 | 44,7 | +1.8  |
|               | Libéral Démocrate                       | James Flanagan                          | 4,561  | 8,0  | −3.6  |
|               | Green                                   | Henry Stanton                           | 1,282  | 2,3  | −4.0  |
| Majorité      | Majorité                                | Majorité                                | 187    | 0,3  | N/A   |
| Participation | Participation                           | Participation                           | 56,800 | 72,7 | +8.7  |
|               | Travailliste vainqueur sur Conservateur | Travailliste vainqueur sur Conservateur | Swing  | +9.3 |       |

| Parti         | Parti                | Candidat             | Voix   | %    | ±     |
| ------------- | -------------------- | -------------------- | ------ | ---- | ----- |
|               | Conservateur         | Julian Brazier       | 22,918 | 42,9 | −1.9  |
|               | Travailliste         | Hugh Lanning         | 13,120 | 24,5 | +8.4  |
|               | UKIP                 | Jim Gascoyne         | 7,289  | 13,6 | +9.8  |
|               | Libéral Démocrate    | James Flanagan       | 6,227  | 11,6 | −20.9 |
|               | Green                | Stuart Jeffery       | 3,746  | 7,0  | +4.7  |
|               | Socialiste (GB)      | Robert Cox           | 165    | 0,3  | +0.3  |
| Majorité      | Majorité             | Majorité             | 9,798  | 18,3 | −1.9  |
| Participation | Participation        | Participation        | 53,465 | 64,0 | +0.1  |
|               | Conservateur retenir | Conservateur retenir | Swing  | −5.2 |       |

| Parti         | Parti                | Candidat             | Voix   | %    | ±     |
| ------------- | -------------------- | -------------------- | ------ | ---- | ----- |
|               | Conservateur         | Julian Brazier       | 22,050 | 44,8 | +0.3  |
|               | Libéral Démocrate    | Guy Voizey           | 16,002 | 32,5 | +11.1 |
|               | Travailliste         | Jean Samuel          | 7,940  | 16,1 | −12.0 |
|               | UKIP                 | Howard Farmer        | 1,907  | 3,9  | +1.9  |
|               | Green                | Geoff Meaden         | 1,137  | 2,3  | −1.0  |
|               | Money Reform         | Anne Belsey          | 173    | 0,4  | N/A   |
| Majorité      | Majorité             | Majorité             | 6,048  | 12,3 | -3.5  |
| Participation | Participation        | Participation        | 49,209 | 64,1 | −2.3  |
|               | Conservateur retenir | Conservateur retenir | Swing  | −5.4 |       |

Retour aux élections

### Élections dans les années 2000
| Parti         | Parti                | Candidat                | Voix   | %    | ±     |
| ------------- | -------------------- | ----------------------- | ------ | ---- | ----- |
|               | Conservateur         | Julian Brazier          | 21,113 | 44,4 | +2.9  |
|               | Travailliste         | Alex Hilton             | 13,642 | 28,7 | −8.2  |
|               | Libéral Démocrate    | Jenny Barnard-Langston  | 10,059 | 21,1 | +3.3  |
|               | Green                | Geoffrey Meaden         | 1,521  | 3,2  | +1.2  |
|               | UKIP                 | John Moore              | 926    | 1,9  | +0.1  |
|               | Légalise Cannabis    | Rocky van de Benderskum | 326    | 0,7  | +0.7  |
| Majorité      | Majorité             | Majorité                | 7,471  | 15,7 | +11.1 |
| Participation | Participation        | Participation           | 47,587 | 66,1 | +5.2  |
|               | Conservateur retenir | Conservateur retenir    | Swing  | +5.5 |       |

| Parti         | Parti                | Candidat             | Voix   | %    | ±     |
| ------------- | -------------------- | -------------------- | ------ | ---- | ----- |
|               | Conservateur         | Julian Brazier       | 18,711 | 41,5 | +2.8  |
|               | Travailliste         | Emily Thornberry     | 16,642 | 36,9 | +5.6  |
|               | Libéral Démocrate    | Peter Wales          | 8,056  | 17,8 | −5.9  |
|               | Green                | Hazel Dawe           | 920    | 2,0  | +1.0  |
|               | UKIP                 | Lisa Moore           | 803    | 1,8  | +1.3  |
| Majorité      | Majorité             | Majorité             | 2,069  | 4,6  | −2.7  |
| Participation | Participation        | Participation        | 45,132 | 60,9 | −11.6 |
|               | Conservateur retenir | Conservateur retenir | Swing  | −1.4 |       |

Retour aux élections

### Élections dans les années 1990
| Parti         | Parti                | Candidat             | Voix   | %     | ±     |
| ------------- | -------------------- | -------------------- | ------ | ----- | ----- |
|               | Conservateur         | Julian Brazier       | 20,913 | 38,65 | −11.8 |
|               | Travailliste         | Cheryl Hall          | 16,949 | 31,32 | +15.9 |
|               | Libéral Démocrate    | Martin Vye           | 12,854 | 23,76 | −8.8  |
|               | Référendum           | James Osborne        | 2,460  | 4,55  | N/A   |
|               | Green                | Geoffrey Meaden      | 588    | 1,09  | N/A   |
|               | UKIP                 | John Moore           | 281    | 0,52  | N/A   |
|               | Natural Law          | Andrew Pringle       | 64     | 0,12  | N/A   |
| Majorité      | Majorité             | Majorité             | 3,964  | 7,33  | −11.1 |
| Participation | Participation        | Participation        | 54,109 | 72,45 | −5.7  |
|               | Conservateur retenir | Conservateur retenir | Swing  |       |       |

| Parti         | Parti                | Candidat             | Voix   | %    | ±    |
| ------------- | -------------------- | -------------------- | ------ | ---- | ---- |
|               | Conservateur         | Julian Brazier       | 29,827 | 50,8 | −3.0 |
|               | Libéral Démocrate    | M J Vye              | 19,022 | 32,4 | +5.0 |
|               | Travailliste         | MF Whitemore         | 8,936  | 15,2 | −1.7 |
|               | Green                | WJ Arnall            | 747    | 1,3  | −0.4 |
|               | Natural Law          | SE Curphey           | 203    | 0,3  | N/A  |
| Majorité      | Majorité             | Majorité             | 10,805 | 18,4 | −8.1 |
| Participation | Participation        | Participation        | 58,735 | 78,1 | +4.2 |
|               | Conservateur retenir | Conservateur retenir | Swing  | −4.0 |      |

Retour aux élections

### Élections dans les années 1980
| Parti         | Parti                              | Candidat             | Voix   | %     | ±     |
| ------------- | ---------------------------------- | -------------------- | ------ | ----- | ----- |
|               | Conservateur                       | Julian Brazier       | 30,273 | 53,82 | −2.65 |
|               | Liberal                            | John Purchese        | 15,382 | 27,34 | +1.50 |
|               | Travailliste                       | Linda A. Keen        | 9,494  | 16,88 | +1.50 |
|               | Green                              | Steve Dawe           | 947    | 1,68  | −0.19 |
|               | Independent Canterbury Nationalist | Joan White           | 157    | 0,28  | N/A   |
| Majorité      | Majorité                           | Majorité             | 14,891 | 26,47 | −4.15 |
| Participation | Participation                      | Participation        | 56,255 | 73,96 |       |
|               | Conservateur retenir               | Conservateur retenir | Swing  | −2.07 |       |

| Parti         | Parti                   | Candidat             | Voix   | %     | ±     |
| ------------- | ----------------------- | -------------------- | ------ | ----- | ----- |
|               | Conservateur            | David Crouch         | 29,029 | 56,47 | -1.81 |
|               | Liberal                 | John Purchese        | 13,287 | 25,85 | +9.83 |
|               | Travailliste            | Jeannette Gould      | 7,906  | 15,38 | -8.90 |
|               | Ecologie                | David Conder         | 962    | 1,87  | N/A   |
|               | Independent Nationalist | Joan White           | 226    | 0,44  | N/A   |
| Majorité      | Majorité                | Majorité             | 15,742 | 30,62 | -3.38 |
| Participation | Participation           | Participation        | 51,410 | 69,98 | -4.74 |
|               | Conservateur retenir    | Conservateur retenir | Swing  |       |       |

Retour aux élections

### Élections dans les années 1970
| Parti         | Parti                | Candidat             | Voix   | %     | ±      |
| ------------- | -------------------- | -------------------- | ------ | ----- | ------ |
|               | Conservateur         | David Crouch         | 38,805 | 58,28 | +8.47  |
|               | Travailliste         | RP Spencer           | 16,168 | 24,28 | -1.82  |
|               | Liberal              | J Purchese           | 10,665 | 16,02 | -6.31  |
|               | National Front       | Joan White           | 941    | 1,41  | -0.35  |
| Majorité      | Majorité             | Majorité             | 22,637 | 34,00 | +11.29 |
| Participation | Participation        | Participation        | 66,578 | 74,72 | +2.11  |
|               | Conservateur retenir | Conservateur retenir | Swing  |       |        |

| Parti         | Parti                | Candidat             | Voix   | %     | ±     |
| ------------- | -------------------- | -------------------- | ------ | ----- | ----- |
|               | Conservateur         | David Crouch         | 31,002 | 49,81 | -0.53 |
|               | Travailliste         | MF Fuller            | 16,247 | 26,10 | +3.01 |
|               | Liberal              | SE Goulden           | 13,898 | 22,33 | -3.13 |
|               | National Front       | Kenneth McKilliam    | 1,096  | 1,76  | +0.54 |
| Majorité      | Majorité             | Majorité             | 14,755 | 23,71 | -1.27 |
| Participation | Participation        | Participation        | 62,239 | 72,61 | -7.63 |
|               | Conservateur retenir | Conservateur retenir | Swing  |       |       |

| Parti         | Parti                | Candidat             | Voix   | %     | ±     |
| ------------- | -------------------- | -------------------- | ------ | ----- | ----- |
|               | Conservateur         | David Crouch         | 34,341 | 50,34 | -5.08 |
|               | Liberal              | S Goulden            | 17,300 | 25,36 | +6.09 |
|               | Travailliste         | MF Fuller            | 15,751 | 23,09 | -2.22 |
|               | National Front       | Kenneth McKilliam    | 831    | 1,22  | N/A   |
| Majorité      | Majorité             | Majorité             | 17,041 | 24,98 | -5.13 |
| Participation | Participation        | Participation        | 68,220 | 80,24 | +5.67 |
|               | Conservateur retenir | Conservateur retenir | Swing  |       |       |

| Parti         | Parti                | Candidat               | Voix   | %     | ±     |
| ------------- | -------------------- | ---------------------- | ------ | ----- | ----- |
|               | Conservateur         | David Crouch           | 33,222 | 55,42 | +5.58 |
|               | Travailliste         | Henry Gordon N Clother | 15,172 | 25,31 | -2.90 |
|               | Liberal              | David C P Gracie       | 11,553 | 19,27 | -2.68 |
| Majorité      | Majorité             | Majorité               | 18,050 | 30,11 | +8.48 |
| Participation | Participation        | Participation          | 59,950 | 74,57 | -1.53 |
|               | Conservateur retenir | Conservateur retenir   | Swing  |       |       |

Retour aux élections

### Élections dans les années 1960
| Parti         | Parti                | Candidat             | Voix   | %     | ±     |
| ------------- | -------------------- | -------------------- | ------ | ----- | ----- |
|               | Conservateur         | David Crouch         | 27,160 | 49,84 | -2.13 |
|               | Travailliste         | B Sawbridge          | 15,372 | 28,21 | -1.26 |
|               | Liberal              | Edwin W Moss         | 11,962 | 21,95 | +3.39 |
| Majorité      | Majorité             | Majorité             | 11,788 | 21,63 | -0.87 |
| Participation | Participation        | Participation        | 54,494 | 76,10 | -0.22 |
|               | Conservateur retenir | Conservateur retenir | Swing  |       |       |

| Parti         | Parti                | Candidat              | Voix   | %     | ±      |
| ------------- | -------------------- | --------------------- | ------ | ----- | ------ |
|               | Conservateur         | Leslie Thomas         | 26,827 | 51,97 | -14.23 |
|               | Travailliste         | George Selous Cobbett | 15,211 | 29,47 | -4.33  |
|               | Liberal              | Edwin W Moss          | 9,582  | 18,56 | N/A    |
| Majorité      | Majorité             | Majorité              | 11,616 | 22,50 | -9.91  |
| Participation | Participation        | Participation         | 51,620 | 76,32 | +1.18  |
|               | Conservateur retenir | Conservateur retenir  | Swing  |       |        |

Retour aux élections

### Élections dans les années 1950
| Parti         | Parti                | Candidat             | Voix   | %     | ±     |
| ------------- | -------------------- | -------------------- | ------ | ----- | ----- |
|               | Conservateur         | Leslie Thomas        | 30,846 | 66,20 | -0.35 |
|               | Travailliste         | George E Peters      | 15,746 | 33,80 | +0.35 |
| Majorité      | Majorité             | Majorité             | 15,100 | 32,41 | -0.69 |
| Participation | Participation        | Participation        | 46,592 | 75,14 | +2.48 |
|               | Conservateur retenir | Conservateur retenir | Swing  | -0.35 |       |

| Parti         | Parti                | Candidat             | Voix   | %     | ±     |
| ------------- | -------------------- | -------------------- | ------ | ----- | ----- |
|               | Conservateur         | Leslie Thomas        | 28,739 | 66,55 | +5.46 |
|               | Travailliste         | Reginald George Ward | 14,444 | 33,45 | +2.42 |
| Majorité      | Majorité             | Majorité             | 14,295 | 33,10 | +3.04 |
| Participation | Participation        | Participation        | 43,183 | 72,66 | -7.40 |
|               | Conservateur retenir | Conservateur retenir | Swing  |       |       |

| Parti         | Parti                | Candidat             | Voix   | %     | ±     |
| ------------- | -------------------- | -------------------- | ------ | ----- | ----- |
|               | Conservateur         | Leslie Thomas        | 19,400 | 66,99 | +5.90 |
|               | Travailliste         | John A E Jones       | 9,560  | 33,01 | +1.98 |
| Majorité      | Majorité             | Majorité             | 9,930  | 33,98 | +3.92 |
| Participation | Participation        | Participation        | 28,960 |       |       |
|               | Conservateur retenir | Conservateur retenir | Swing  |       |       |

| Parti         | Parti                | Candidat             | Voix   | %     | ±     |
| ------------- | -------------------- | -------------------- | ------ | ----- | ----- |
|               | Conservateur         | John Baker White     | 28,632 | 61,09 | +5.14 |
|               | Travailliste         | John A E Jones       | 14,543 | 31,03 | +0.27 |
|               | Liberal              | Thomas H Payne       | 3,695  | 7,88  | -5.42 |
| Majorité      | Majorité             | Majorité             | 14,089 | 30,06 | +4.87 |
| Participation | Participation        | Participation        | 46,870 | 80,06 | -2.42 |
|               | Conservateur retenir | Conservateur retenir | Swing  |       |       |

| Parti         | Parti                | Candidat             | Voix   | %     | ±      |
| ------------- | -------------------- | -------------------- | ------ | ----- | ------ |
|               | Conservateur         | John Baker White     | 26,491 | 55,95 | -6.66  |
|               | Travailliste         | Jackson Newman       | 14,563 | 30,76 | -5.05  |
|               | Liberal              | Kenneth Graham Jupp  | 6,296  | 13,30 | N/A    |
| Majorité      | Majorité             | Majorité             | 11,928 | 25,19 | -3.61  |
| Participation | Participation        | Participation        | 47,350 | 82,48 | +13.70 |
|               | Conservateur retenir | Conservateur retenir | Swing  |       |        |

Retour aux élections

### Élections dans les années 1940
| Parti         | Parti                | Candidat                  | Voix   | %     | ±      |
| ------------- | -------------------- | ------------------------- | ------ | ----- | ------ |
|               | Conservateur         | John Baker White          | 24,282 | 61,61 | -11.73 |
|               | Travailliste         | Joseph Denis Milburn Bell | 14,115 | 35,81 | +10.15 |
|               | Common Wealth        | Catherine Williamson      | 1,017  | 2,58  | N/A    |
| Majorité      | Majorité             | Majorité                  | 10,167 | 25,80 | -22.88 |
| Participation | Participation        | Participation             | 39,414 | 68,78 | +4.33  |
|               | Conservateur retenir | Conservateur retenir      | Swing  |       |        |

Retour aux élections

### Élections dans les années 1930
| Parti         | Parti                | Candidat             | Voix   | %     | ±      |
| ------------- | -------------------- | -------------------- | ------ | ----- | ------ |
|               | Conservateur         | William Wayland      | 26,552 | 74,34 | -9.33  |
|               | Travailliste         | Richard Adams        | 9,164  | 25,66 | +9.33  |
| Majorité      | Majorité             | Majorité             | 17,388 | 48,68 | -18.65 |
| Participation | Participation        | Participation        | 35,716 | 64,45 | -1.77  |
|               | Conservateur retenir | Conservateur retenir | Swing  | -9.33 |        |

| Parti         | Parti                | Candidat             | Voix   | %     | ±     |
| ------------- | -------------------- | -------------------- | ------ | ----- | ----- |
|               | Conservateur         | William Wayland      | 30,328 | 83,67 | +27.0 |
|               | Travailliste         | Paul Winterton       | 5,921  | 16,33 | +2.4  |
| Majorité      | Majorité             | Majorité             | 24,407 | 67,33 | +40.0 |
| Participation | Participation        | Participation        | 36,249 | 66,22 | -2.1  |
|               | Conservateur retenir | Conservateur retenir | Swing  |       |       |

Retour aux élections

### Élections dans les années 1920
| Parti              | Parti              | Candidat              | Voix   | %    | ±     |
| ------------------ | ------------------ | --------------------- | ------ | ---- | ----- |
|                    | Unioniste          | William Wayland       | 19,181 | 56,7 | −13.6 |
|                    | Liberal            | David Carnegie        | 9,937  | 29,4 | −0.3  |
|                    | Travailliste       | Philip Sidney Eastman | 4,706  | 13,9 | N/A   |
| Majorité           | Majorité           | Majorité              | 9,244  | 27,3 | −13.3 |
| Participation      | Participation      | Participation         | 33,825 | 68,3 | +2.4  |
| Registre électeurs | Registre électeurs | Registre électeurs    | 49,499 |      |       |
|                    | Unioniste retenir  | Unioniste retenir     | Swing  | −6.7 |       |

| Parti              | Parti              | Candidat           | Voix   | %     | ±     |
| ------------------ | ------------------ | ------------------ | ------ | ----- | ----- |
|                    | Unioniste          | William Wayland    | 13,657 | 57,3  | −13.0 |
|                    | Liberal            | David Carnegie     | 10,175 | 42,7  | +13.0 |
| Majorité           | Majorité           | Majorité           | 3,482  | 14,6  | −26.0 |
| Participation      | Participation      | Participation      | 23,832 | 60,8  | −5.1  |
| Registre électeurs | Registre électeurs | Registre électeurs | 39,229 |       |       |
|                    | Unioniste retenir  | Unioniste retenir  | Swing  | −13.0 |       |

| Parti              | Parti              | Candidat           | Voix   | %     | ±     |
| ------------------ | ------------------ | ------------------ | ------ | ----- | ----- |
|                    | Unioniste          | Ronald McNeill     | 16,693 | 70,3  | +11.9 |
|                    | Liberal            | David Carnegie     | 7,061  | 29,7  | −11.9 |
| Majorité           | Majorité           | Majorité           | 9,632  | 40,6  | +23.8 |
| Participation      | Participation      | Participation      | 23,754 | 65,9  | +9.4  |
| Registre électeurs | Registre électeurs | Registre électeurs | 36,045 |       |       |
|                    | Unioniste retenir  | Unioniste retenir  | Swing  | +11.9 |       |

| Parti              | Parti              | Candidat                  | Voix   | %    | ±     |
| ------------------ | ------------------ | ------------------------- | ------ | ---- | ----- |
|                    | Unioniste          | Ronald McNeill            | 12,017 | 58,4 | −12.8 |
|                    | Liberal            | William Robertson Heatley | 8,561  | 41,6 | N/A   |
| Majorité           | Majorité           | Majorité                  | 3,456  | 16,8 | −25.6 |
| Participation      | Participation      | Participation             | 20,578 | 59,3 | +2.5  |
| Registre électeurs | Registre électeurs | Registre électeurs        | 34,715 |      |       |
|                    | Unioniste retenir  | Unioniste retenir         | Swing  | N/A  |       |

| Parti              | Parti              | Candidat           | Voix   | %    | ±     |
| ------------------ | ------------------ | ------------------ | ------ | ---- | ----- |
|                    | Unioniste          | Ronald McNeill     | 13,954 | 71,2 | −9.6  |
|                    | Travailliste       | J.H.L. Sims        | 5,639  | 28,8 | +9.6  |
| Majorité           | Majorité           | Majorité           | 8,315  | 42,4 | −19.2 |
| Participation      | Participation      | Participation      | 19,593 | 56,8 | +11.9 |
| Registre électeurs | Registre électeurs | Registre électeurs | 34,488 |      |       |
|                    | Unioniste retenir  | Unioniste retenir  | Swing  | −9.6 |       |

Retour aux élections

### Élections dans les années 1910
| Parti              | Parti                    | Candidat                | Voix  | %    | ±     |
| ------------------ | ------------------------ | ----------------------- | ----- | ---- | ----- |
|                    | Conservateur             | John Henniker Heaton    | 1,371 | 38,8 | −24.9 |
|                    | Conservateur indépendant | Francis Bennett-Goldney | 1,350 | 38,2 | N/A   |
|                    | Liberal                  | H. B. D. Woodcock       | 815   | 23,0 | −13.3 |
| Majorité           | Majorité                 | Majorité                | 21    | 0,6  | −26.8 |
| Participation      | Participation            | Participation           | 3,536 | 92,2 | +2.4  |
| Registre électeurs | Registre électeurs       | Registre électeurs      | 3,836 |      |       |
|                    | Conservateur retenir     | Conservateur retenir    | Swing | −5.8 |       |

| Parti              | Parti                                               | Candidat                                            | Voix  | %    | ±    |
| ------------------ | --------------------------------------------------- | --------------------------------------------------- | ----- | ---- | ---- |
|                    | Conservateur indépendant                            | Francis Bennett-Goldney                             | 1,635 | 47,8 | +9.6 |
|                    | Conservateur                                        | John Howard                                         | 1,163 | 34,0 | −4.8 |
|                    | Liberal                                             | William James Fisher                                | 623   | 18,2 | −4.8 |
| Majorité           | Majorité                                            | Majorité                                            | 472   | 13,8 | N/A  |
| Participation      | Participation                                       | Participation                                       | 3,421 | 89,2 | −3.0 |
| Registre électeurs | Registre électeurs                                  | Registre électeurs                                  | 3,836 |      |      |
|                    | Conservateur indépendant vainqueur sur Conservateur | Conservateur indépendant vainqueur sur Conservateur | Swing | +7.2 |      |

Élection générale  1914/15:
Une autre élection générale devait avoir lieu avant la fin de 1915. Les partis politiques préparaient une élection et, en juillet 1914, les candidats suivants avaient été sélectionnés; 
- Unioniste: Francis Bennett-Goldney
- Libéral: D. Roland Thomas[47]

| Parti | Parti                                       | Candidat             | Voix            | %               | ±               |
| ----- | ------------------------------------------- | -------------------- | --------------- | --------------- | --------------- |
|       | Unioniste                                   | George Knox Anderson | Sans opposition | Sans opposition | Sans opposition |
|       | Unioniste Vainqueur de Independent Unionist |                      |                 |                 |                 |

| Parti                                                 | Parti                                        | Candidat                                     | Voix   | %    | ±     |
| ----------------------------------------------------- | -------------------------------------------- | -------------------------------------------- | ------ | ---- | ----- |
| C                                                     | Unioniste                                    | Ronald McNeill                               | 11,408 | 80.8 | +46.8 |
|                                                       | Travailliste                                 | Edward Timothy Palmer                        | 2,719  | 19,2 | N/A   |
| Majorité                                              | Majorité                                     | Majorité                                     | 8,689  | 61,6 | N/A   |
| Participation                                         | Participation                                | Participation                                | 14,127 | 44,9 | −44.3 |
| Registre électeurs                                    | Registre électeurs                           | Registre électeurs                           | 31,453 |      |       |
|                                                       | Unioniste vainqueur sur Independent Unionist | Unioniste vainqueur sur Independent Unionist | Swing  | N/A  |       |
| C candidat approuvé par le gouvernement de coalition. |                                              |                                              |        |      |       |

Retour aux élections

### Élections dans les années 1900
| Parti | Parti             | Candidat             | Voix            | %               | ±               |
| ----- | ----------------- | -------------------- | --------------- | --------------- | --------------- |
|       | Conservateur      | John Henniker Heaton | Sans opposition | Sans opposition | Sans opposition |
|       | Conservateur hold |                      |                 |                 |                 |

| Parti              | Parti                | Candidat             | Voix  | %    | ±   |
| ------------------ | -------------------- | -------------------- | ----- | ---- | --- |
|                    | Conservateur         | John Henniker Heaton | 2,210 | 63,7 | N/A |
|                    | Liberal              | William James Fisher | 1,262 | 36,3 | N/A |
| Majorité           | Majorité             | Majorité             | 948   | 27,4 | N/A |
| Participation      | Participation        | Participation        | 3,472 | 89,8 | N/A |
| Registre électeurs | Registre électeurs   | Registre électeurs   | 3,868 |      |     |
|                    | Conservateur retenir | Conservateur retenir | Swing | N/A  |     |

Retour aux élections

### Élections dans les années 1890
| Parti | Parti             | Candidat             | Voix            | %               | ±               |
| ----- | ----------------- | -------------------- | --------------- | --------------- | --------------- |
|       | Conservateur      | John Henniker Heaton | Sans opposition | Sans opposition | Sans opposition |
|       | Conservateur hold |                      |                 |                 |                 |

| Parti | Parti             | Candidat             | Voix            | %               | ±               |
| ----- | ----------------- | -------------------- | --------------- | --------------- | --------------- |
|       | Conservateur      | John Henniker Heaton | Sans opposition | Sans opposition | Sans opposition |
|       | Conservateur hold |                      |                 |                 |                 |

Retour aux élections

### Élections dans les années 1880
| Parti              | Parti                | Candidat               | Voix        | %          | ±    |
| ------------------ | -------------------- | ---------------------- | ----------- | ---------- | ---- |
|                    | Conservateur         | Alfred Gathorne-Hardy  | 1,467       | 27,1       | −4.6 |
|                    | Conservateur         | Robert Peter Laurie    | 1,425       | 26,4       | −3.5 |
|                    | Liberal              | Charles Edwards        | 1,294       | 23,9       | +4.0 |
|                    | Liberal              | Henry Butler-Johnstone | 1,218       | 22,5       | +3.9 |
| Majorité           | Majorité             | Majorité               | 131         | 2,4        | −7.6 |
| Participation      | Participation        | Participation          | 2,702 (est) | 73,6 (est) | −2.1 |
| Registre électeurs | Registre électeurs   | Registre électeurs     | 3,671       |            |      |
|                    | Conservateur retenir | Conservateur retenir   | Swing       | −4.3       |      |
|                    | Conservateur retenir | Conservateur retenir   | Swing       | −3.7       |      |

- Après des constatations de corruption, la circonscription de Canterbury a été suspendu et le résultat des élections annulé. La circonscription a été reconstituée en 1885.

| Parti              | Parti                | Candidat             | Voix  | %     | ±           |
| ------------------ | -------------------- | -------------------- | ----- | ----- | ----------- |
|                    | Conservateur         | John Henniker Heaton | 1,804 | 68,6  | +15.1       |
|                    | Liberal              | William Aubrey       | 825   | 31,4  | −15.1       |
| Majorité           | Majorité             | Majorité             | 979   | 37,2  | +34.8       |
| Participation      | Participation        | Participation        | 2,629 | 84,6  | +11.0 (est) |
| Registre électeurs | Registre électeurs   | Registre électeurs   | 3,107 |       |             |
|                    | Conservateur retenir | Conservateur retenir | Swing | +15.1 |             |

| Parti | Parti             | Candidat             | Voix            | %               | ±               |
| ----- | ----------------- | -------------------- | --------------- | --------------- | --------------- |
|       | Conservateur      | John Henniker Heaton | Sans opposition | Sans opposition | Sans opposition |
|       | Conservateur hold |                      |                 |                 |                 |

Retour aux élections

### Élections dans les années 1870
| Parti              | Parti                                               | Candidat                                            | Voix        | %          | ±     |
| ------------------ | --------------------------------------------------- | --------------------------------------------------- | ----------- | ---------- | ----- |
|                    | Conservateur                                        | Henry Butler-Johnstone                              | 1,488       | 31,7       | −0.2  |
|                    | Conservateur                                        | Lewis Majendie                                      | 1,406       | 29,9       | +4.5  |
|                    | Liberal                                             | Theodore Brinckman                                  | 934         | 19,9       | +6.3  |
|                    | Liberal                                             | Robert John Biron                                   | 873         | 18,6       | +5.0  |
| Majorité           | Majorité                                            | Majorité                                            | 472         | 10,0       | N/A   |
| Participation      | Participation                                       | Participation                                       | 2,351 (est) | 75,7 (est) | −20.8 |
| Registre électeurs | Registre électeurs                                  | Registre électeurs                                  | 3,103       |            |       |
|                    | Conservateur vainqueur sur Conservateur indépendant | Conservateur vainqueur sur Conservateur indépendant | Swing       | N/A        |       |
|                    | Conservateur vainqueur sur Liberal                  | Conservateur vainqueur sur Liberal                  | Swing       | −0.9       |       |

- Butler-Johnstone a démissionné, provoquant une élection partielle.

| Parti | Parti             | Candidat              | Voix            | %               | ±               |
| ----- | ----------------- | --------------------- | --------------- | --------------- | --------------- |
|       | Conservateur      | Alfred Gathorne-Hardy | Sans opposition | Sans opposition | Sans opposition |
|       | Conservateur hold |                       |                 |                 |                 |

- Majendie a démissionné, provoquant une élection partielle.

| Parti              | Parti                | Candidat             | Voix  | %     | ±     |
| ------------------ | -------------------- | -------------------- | ----- | ----- | ----- |
|                    | Conservateur         | Robert Peter Laurie  | 1,159 | 51,2  | −10.4 |
|                    | Liberal              | Charles Edwards      | 1,103 | 48,8  | +10.3 |
| Majorité           | Majorité             | Majorité             | 56    | 2,5   | −7.5  |
| Participation      | Participation        | Participation        | 2,262 | 73,2  | −2.5  |
| Registre électeurs | Registre électeurs   | Registre électeurs   | 3,089 |       |       |
|                    | Conservateur retenir | Conservateur retenir | Swing | −10.4 |       |

Retour aux élections

### Élections dans les années 1860
- Johnstone a démissionné, provoquant une élection partielle.

| Parti              | Parti                | Candidat               | Voix  | %    | ±   |
| ------------------ | -------------------- | ---------------------- | ----- | ---- | --- |
|                    | Conservateur         | Henry Butler-Johnstone | 694   | 50,1 | N/A |
|                    | Liberal              | William Lyon           | 691   | 49,9 | N/A |
| Majorité           | Majorité             | Majorité               | 3     | 0,2  | N/A |
| Participation      | Participation        | Participation          | 1,385 | 74,9 | N/A |
| Registre électeurs | Registre électeurs   | Registre électeurs     | 1,850 |      |     |
|                    | Conservateur retenir | Conservateur retenir   | Swing | N/A  |     |

| Parti              | Parti                              | Candidat                           | Voix        | %          | ±   |
| ------------------ | ---------------------------------- | ---------------------------------- | ----------- | ---------- | --- |
|                    | Conservateur                       | Henry Butler-Johnstone             | 767         | 27,8       | N/A |
|                    | Conservateur                       | John Walter Huddleston             | 737         | 26,7       | N/A |
|                    | Liberal                            | William Lyon                       | 643         | 23,3       | N/A |
|                    | Liberal                            | Robert Adair                       | 614         | 22,2       | N/A |
| Majorité           | Majorité                           | Majorité                           | 94          | 3,4        | N/A |
| Participation      | Participation                      | Participation                      | 1,381 (est) | 86,1 (est) | N/A |
| Registre électeurs | Registre électeurs                 | Registre électeurs                 | 1,603       |            |     |
|                    | Conservateur retenir               | Conservateur retenir               | Swing       | N/A        |     |
|                    | Conservateur vainqueur sur Liberal | Conservateur vainqueur sur Liberal | Swing       | N/A        |     |

| Parti              | Parti                                               | Candidat                                            | Voix        | %          | ±     |
| ------------------ | --------------------------------------------------- | --------------------------------------------------- | ----------- | ---------- | ----- |
|                    | Conservateur indépendant                            | Henry Butler-Johnstone                              | 1,453       | 31,9       | N/A   |
|                    | Liberal                                             | Theodore Brinckman                                  | 1,236       | 27,1       | +3.8  |
|                    | Conservateur                                        | John Walter Huddleston                              | 1,157       | 25,4       | −1.3  |
|                    | Conservateur                                        | Henry James Lee Warner                              | 709         | 15,6       | −22.2 |
| Participation      | Participation                                       | Participation                                       | 2,896 (est) | 96,5 (est) | +10.4 |
| Registre électeurs | Registre électeurs                                  | Registre électeurs                                  | 3,001       |            |       |
| Majorité           | Majorité                                            | Majorité                                            | 217         | 4,8        | +1.4  |
|                    | Conservateur indépendant vainqueur sur Conservateur | Conservateur indépendant vainqueur sur Conservateur | Swing       | N/A        |       |
| Majorité           | Majorité                                            | Majorité                                            | 79          | 1,7        | N/A   |
|                    | Liberal vainqueur sur Conservateur                  | Liberal vainqueur sur Conservateur                  | Swing       | +2.6       |       |

Retour aux élections

### Élections dans les années 1850
- Denison a été élevé à la pairie, devenant le 1er baron Londesborough et provoquant une élection partielle.

| Parti | Parti                     | Candidat          | Voix            | %               | ±               |
| ----- | ------------------------- | ----------------- | --------------- | --------------- | --------------- |
|       | Radical                   | Frederick Romilly | Sans opposition | Sans opposition | Sans opposition |
|       | Radical Vainqueur de Whig |                   |                 |                 |                 |

| Parti              | Parti                           | Candidat                        | Voix        | %          | ±     |
| ------------------ | ------------------------------- | ------------------------------- | ----------- | ---------- | ----- |
|                    | Conservateur                    | Henry Plumptre Gipps            | 766         | 29,1       | N/A   |
|                    | Conservateur                    | Henry Butler-Johnstone          | 758         | 28,8       | N/A   |
|                    | Whig                            | William Somerville              | 570         | 21,6       | −6.5  |
|                    | Radical                         | Frederick Romilly               | 533         | 20,2       | N/A   |
|                    | Conservateur                    | George Smythe                   | 7           | 0,3        | −26.9 |
| Majorité           | Majorité                        | Majorité                        | 188         | 7,1        | N/A   |
| Participation      | Participation                   | Participation                   | 1,317 (est) | 70,3 (est) | −1.2  |
| Registre électeurs | Registre électeurs              | Registre électeurs              | 1,874       |            |       |
|                    | Conservateur retenir            | Conservateur retenir            | Swing       | N/A        |       |
|                    | Conservateur vainqueur sur Whig | Conservateur vainqueur sur Whig | Swing       | N/A        |       |

- Smythe s'est retiré avant le scrutin[59]. L'élection a été déclarée nulle par une pétition, en raison de la corruption, et le mandat suspendu le 21 février 1853[60]. Une élection partielle a été déclenchée pour remplacer les deux MPs en août 1854

| Parti              | Parti                              | Candidat                           | Voix        | %          | ±     |
| ------------------ | ---------------------------------- | ---------------------------------- | ----------- | ---------- | ----- |
|                    | Peelite                            | Charles Manners Lushington         | 727         | 28,6       | −0.5  |
|                    | Whig                               | William Somerville                 | 699         | 27,5       | +5.9  |
|                    | Conservateur                       | Charles Lennox Butler              | 671         | 26,4       | −2.4  |
|                    | Whig                               | Charles Purton Cooper,             | 406         | 16,0       | N/A   |
|                    | Radical                            | Edward Glover,                     | 41          | 1,6        | −18.6 |
| Participation      | Participation                      | Participation                      | 1,272 (est) | 64,5 (est) | −5.8  |
| Registre électeurs | Registre électeurs                 | Registre électeurs                 | 1,973       |            |       |
| Majorité           | Majorité                           | Majorité                           | 28          | 1,1        | −6.0  |
|                    | Peelite vainqueur sur Conservateur | Peelite vainqueur sur Conservateur | Swing       | −3.2       |       |
| Majorité           | Majorité                           | Majorité                           | 28          | 1,1        | N/A   |
|                    | Whig vainqueur sur Conservateur    | Whig vainqueur sur Conservateur    | Swing       | +3.7       |       |

| Parti              | Parti                           | Candidat                        | Voix        | %          | ±     |
| ------------------ | ------------------------------- | ------------------------------- | ----------- | ---------- | ----- |
|                    | Conservateur                    | Henry Butler-Johnstone          | 815         | 39,7       | −28.5 |
|                    | Whig                            | William Somerville              | 759         | 37,0       | +26.2 |
|                    | Whig                            | Charles Purton Cooper,          | 477         | 23,3       | +12.5 |
| Majorité           | Majorité                        | Majorité                        | 56          | 2,7        | −4.4  |
| Participation      | Participation                   | Participation                   | 1,026 (est) | 54,7 (est) | −15.6 |
| Registre électeurs | Registre électeurs              | Registre électeurs              | 1,876       |            |       |
|                    | Conservateur retenir            | Conservateur retenir            | Swing       | −23.9      |       |
|                    | Whig vainqueur sur Conservateur | Whig vainqueur sur Conservateur | Swing       | +20.2      |       |

| Parti              | Parti              | Candidat               | Voix            | %               | ±               |
| ------------------ | ------------------ | ---------------------- | --------------- | --------------- | --------------- |
|                    | Conservateur       | Henry Butler-Johnstone | Sans opposition | Sans opposition | Sans opposition |
|                    | Liberal            | William Somerville     | Sans opposition | Sans opposition | Sans opposition |
| Registre électeurs | Registre électeurs | Registre électeurs     | 1,831           |                 |                 |
|                    | Conservateur hold  |                        |                 |                 |                 |
|                    | Liberal hold       |                        |                 |                 |                 |

Retour aux élections

### Élections dans les années 1840
| Parti              | Parti                           | Candidat                        | Voix        | %          | ±    |
| ------------------ | ------------------------------- | ------------------------------- | ----------- | ---------- | ---- |
|                    | Whig                            | Lord Conyngham                  | 808         | 28,1       | −3.6 |
|                    | Conservateur                    | George Smythe                   | 782         | 27,2       | −9.0 |
|                    | Conservateur                    | John Vance                      | 643         | 22,4       | N/A  |
|                    | Conservateur                    | Thomas Charles Pelham-Clinton   | 641         | 22,3       | N/A  |
| Majorité           | Majorité                        | Majorité                        | 26          | 0,9        | N/A  |
| Participation      | Participation                   | Participation                   | 1,437 (est) | 71,5 (est) | −4.2 |
| Registre électeurs | Registre électeurs              | Registre électeurs              | 2,010       |            |      |
|                    | Whig vainqueur sur Conservateur | Whig vainqueur sur Conservateur | Swing       | +0.5       |      |
|                    | Conservateur retenir            | Conservateur retenir            | Swing       | −0.5       |      |

| Parti | Parti                          | Candidat       | Voix            | %               | ±               |
| ----- | ------------------------------ | -------------- | --------------- | --------------- | --------------- |
|       | Whig                           | Albert Denison | Sans opposition | Sans opposition | Sans opposition |
|       | Whig Vainqueur de Conservateur |                |                 |                 |                 |

- Causé par la mort de Bradshaw

| Parti              | Parti                           | Candidat                        | Voix  | %    | ±     |
| ------------------ | ------------------------------- | ------------------------------- | ----- | ---- | ----- |
|                    | Conservateur                    | George Smythe                   | 823   | 36,2 | +10.5 |
|                    | Conservateur                    | James Bradshaw                  | 729   | 32,1 | +6.8  |
|                    | Whig                            | Thomas Twisden Hodges           | 720   | 31,7 | −17.3 |
| Majorité           | Majorité                        | Majorité                        | 9     | 0,4  | +0.2  |
| Participation      | Participation                   | Participation                   | 1,451 | 75,7 | −6.4  |
| Registre électeurs | Registre électeurs              | Registre électeurs              | 1,918 |      |       |
|                    | Conservateur retenir            | Conservateur retenir            | Swing | +9.6 |       |
|                    | Conservateur vainqueur sur Whig | Conservateur vainqueur sur Whig | Swing | +7.7 |       |

| Parti              | Parti                           | Candidat                        | Voix  | %    | ±     |
| ------------------ | ------------------------------- | ------------------------------- | ----- | ---- | ----- |
|                    | Conservateur                    | George Smythe                   | 772   | 54,5 | +3.5  |
|                    | Whig                            | John Wright Henniker Wilson     | 628   | 44,3 | −4.7  |
|                    | Whig                            | Thomas Twisden Hodges           | 17    | 1,2  | N/A   |
| Majorité           | Majorité                        | Majorité                        | 144   | 10,2 | +10.0 |
| Participation      | Participation                   | Participation                   | 1,417 | 73,9 | −8.2  |
| Registre électeurs | Registre électeurs              | Registre électeurs              | 1,918 |      |       |
|                    | Conservateur vainqueur sur Whig | Conservateur vainqueur sur Whig | Swing | +4.1 |       |

- Causé par la démission de Albert Denison

### Élections dans les années 1830
| Parti              | Parti                           | Candidat                        | Voix  | %     | ±     |
| ------------------ | ------------------------------- | ------------------------------- | ----- | ----- | ----- |
|                    | Conservateur                    | James Bradshaw                  | 761   | 25,7  | +9.9  |
|                    | Whig                            | Albert Denison                  | 755   | 25,5  | −10.9 |
|                    | Conservateur                    | Henry Plumptre Gipps            | 751   | 25,3  | +9.5  |
|                    | Whig                            | Frederick Villiers              | 698   | 23,5  | −8.3  |
| Participation      | Participation                   | Participation                   | 1,507 | 82,1  | −7.0  |
| Registre électeurs | Registre électeurs              | Registre électeurs              | 1,835 |       |       |
| Majorité           | Majorité                        | Majorité                        | 6     | 0,2   | N/A   |
|                    | Conservateur vainqueur sur Whig | Conservateur vainqueur sur Whig | Swing | +9.8  |       |
| Majorité           | Majorité                        | Majorité                        | 4     | 0,1   | +0.1  |
|                    | Whig retenir                    | Whig retenir                    | Swing | −10.3 |       |

| Parti              | Parti              | Candidat                   | Voix  | %    | ±     |
| ------------------ | ------------------ | -------------------------- | ----- | ---- | ----- |
|                    | Whig               | Albert Denison             | 755   | 36,4 | −5.1  |
|                    | Whig               | Frederick Villiers         | 660   | 31,8 | −8.1  |
|                    | Conservateur       | Stephen Rumbold Lushington | 658   | 31,7 | N/A   |
| Majorité           | Majorité           | Majorité                   | 2     | 0,0  | −21.2 |
| Participation      | Participation      | Participation              | 1,307 | 89,1 | +9.5  |
| Registre électeurs | Registre électeurs | Registre électeurs         | 1,467 |      |       |
|                    | Whig retenir       | Whig retenir               | Swing | N/A  |       |
|                    | Whig retenir       | Whig retenir               | Swing | N/A  |       |

- Sur pétition, Villiers a été déclaré indûment élu et Lushington déclaré élu.

| Parti              | Parti              | Candidat                          | Voix  | %    | ±   |
| ------------------ | ------------------ | --------------------------------- | ----- | ---- | --- |
|                    | Whig               | Richard Watson                    | 834   | 41,5 | N/A |
|                    | Whig               | George Cowper                     | 802   | 39,9 | N/A |
|                    | No label           | William Percy Honeywood Courtenay | 375   | 18,6 | N/A |
| Majorité           | Majorité           | Majorité                          | 427   | 21,2 | N/A |
| Participation      | Participation      | Participation                     | 1,203 | 79,6 | N/A |
| Registre électeurs | Registre électeurs | Registre électeurs                | 1,467 |      |     |
|                    | Whig retenir       | Whig retenir                      | Swing | N/A  |     |
|                    | Whig retenir       | Whig retenir                      | Swing | N/A  |     |

| Parti | Parti     | Candidat       | Voix            | %               | ±               |
| ----- | --------- | -------------- | --------------- | --------------- | --------------- |
|       | Whig      | Richard Watson | Sans opposition | Sans opposition | Sans opposition |
|       | Whig      | George Cowper  | Sans opposition | Sans opposition | Sans opposition |
|       | Whig hold |                |                 |                 |                 |
|       | Whig hold |                |                 |                 |                 |

| Parti              | Parti                   | Candidat                | Voix  | %    | ±   |
| ------------------ | ----------------------- | ----------------------- | ----- | ---- | --- |
|                    | Whig                    | Richard Watson          | 1,334 | 41,9 |     |
|                    | Whig                    | George Cowper           | 1,101 | 34,6 |     |
|                    | Tory                    | Henry Bingham Baring    | 731   | 23,0 |     |
|                    | No label                | Samuel Elias Sawbridge  | 8     | 0,3  |     |
|                    | No label                | George Milles           | 8     | 0,3  |     |
| Majorité           | Majorité                | Majorité                | 370   | 11,6 | N/A |
| Participation      | Participation           | Participation           | 1,988 |      |     |
| Registre électeurs |                         |                         |       |      |     |
|                    | Whig retenir            | Whig retenir            | Swing |      |     |
|                    | Whig vainqueur sur Tory | Whig vainqueur sur Tory | Swing |      |     |

Retour aux élections